# Shiki (Saitama)

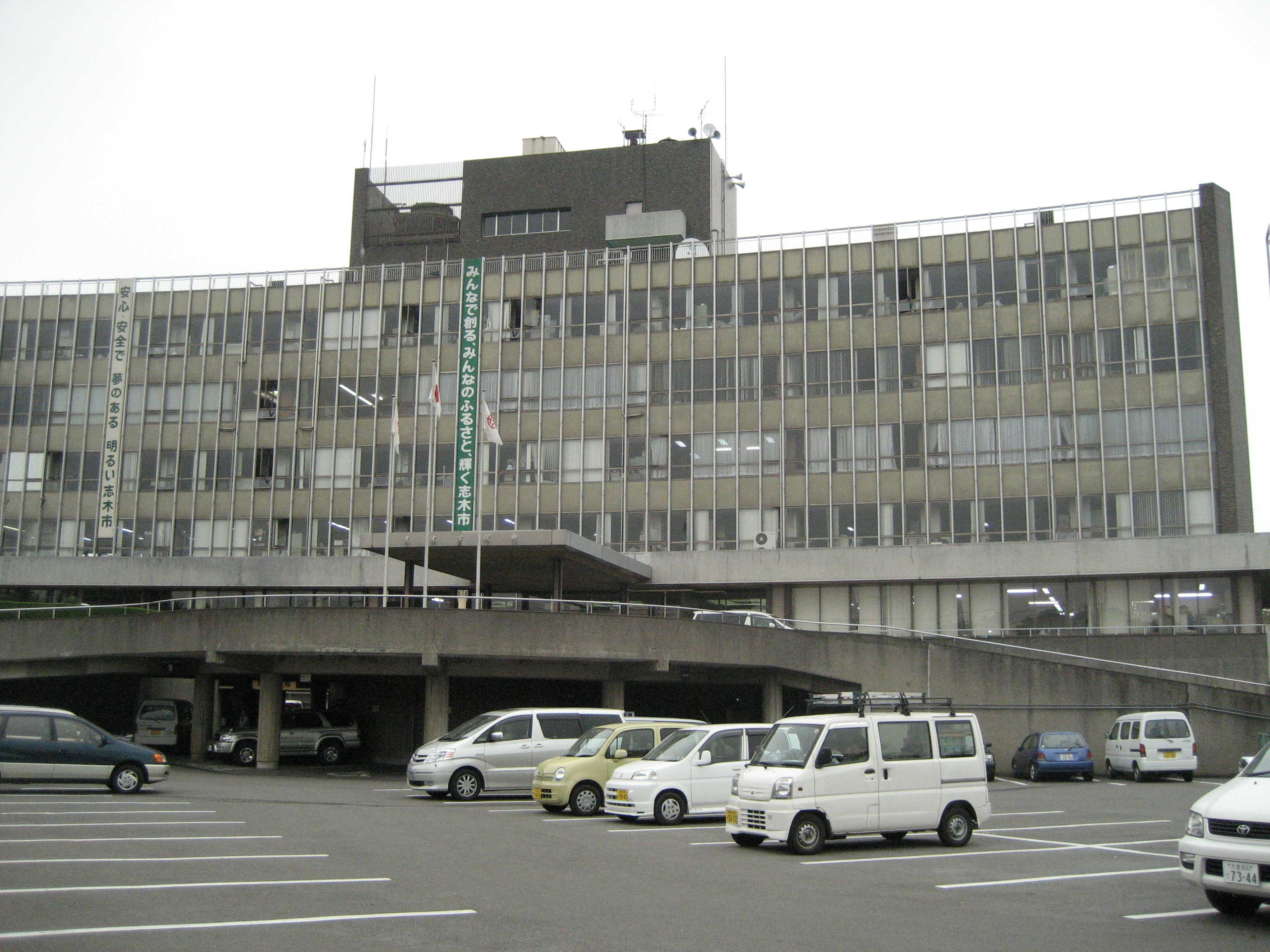
Rathaus von Shiki

Shiki (japanisch 志木市, -shi) ist eine Stadt in der Präfektur Saitama auf Honshū, der Hauptinsel von Japan.

## Geografie
Shiki liegt südlich von Kawagoe, nördlich von Niiza und westlich von Saitama.

## Geschichte
Shiki blühte in der Edo-Zeit (1600–1868) als Flusshafen. Heute ist die Stadt ein Pendlervorort von Tokio.
Shiki erhielt am 26. Oktober 1970 das Stadtrecht.

## Verkehr
- Straße:
  - Nationalstraße 254, nach Kawagoe
- Zug:
  - Tōbu Tōjō-Hauptlinie

## Angrenzende Städte und Gemeinden
- Saitama
- Asaka
- Fujimi
- Niiza

## Persönlichkeiten
- Yūki Matsumoto (* 1989), Fußballspieler